# Municipio de Madison (condado de Jones)
El municipio de Madison (en inglés: Madison Township) es un municipio ubicado en el condado de Jones en el estado estadounidense de Iowa. En el año 2010 tenía una población de 554 habitantes y una densidad poblacional de 5,9 personas por km².

## Geografía
El municipio de Madison se encuentra ubicado en las coordenadas 42°4′39″N 91°4′23″O / 42.07750, -91.07306. Según la Oficina del Censo de los Estados Unidos, el municipio tiene una superficie total de 93.9 km², de la cual 93,9 km² corresponden a tierra firme y (0 %) 0 km² es agua.

## Demografía
Según el censo de 2010, había 554 personas residiendo en el municipio de Madison. La densidad de población era de 5,9 hab./km². De los 554 habitantes, el municipio de Madison estaba compuesto por el 98,56 % blancos, el 0,72 % eran afroamericanos, el 0,36 % eran asiáticos y el 0,36 % eran de una mezcla de razas. Del total de la población el 0,9 % eran hispanos o latinos de cualquier raza.